# تسشوپل
تسشوپل (به آلمانی: Zschöpel) یک منطقهٔ مسکونی در آلمان است که در پونیتس واقع شده‌است. تسشوپل ۱۲۹ نفر جمعیت دارد.